# Šebrelje
Šebrelje este o localitate din comuna Cerkno, Slovenia, cu o populație de 333 de locuitori.